# Постави (станція)
Поста́ви (біл. Паста́вы) — проміжна залізнична станція 4-го класу Вітебського відділення Білоруської залізниці на лінії Крулевщизна — Линтупи. Розташована в місті Постави Поставського району Вітебської області.
Станція обладнана електричною централізацією, прилеглі перегони (Постави — Воропаєво та Постави — Линтупи) обладнані релейним напівавтоматичним блокуванням, одноколійні з автономною тягою.
На станції розташована вантажна дільниця Вітебської дистанції вантажно-розвантажувальних робіт.
До станції примикають під'їзні колії:
- УП ЖКГ Поставського району (закритий 2018 року)
- ВАТ «Поставський райагросервіс»
- Філія Поставського ДРСУ-132 КУП «Вітебськолдорбуд».

## Історія
11 грудня (23 листопада) 1895 року відкрита дільниця Свенцяни — Постави.
19 червня (1 липня) 1896  року відкрито тимчасовий вантажно-пасажирський рух від станції Постави до станції Березвеч.
1 липня (13 червня) 1897 року відкрито правильний рух на лінії Свенцяни — Березвеч.

## Пасажирське сполучення
На станції Постави зупиняються міжрегіональні та регіональні поїзди економкласу до станцій Крулевщизна, Линтупи та Полоцьк.